# IC 5147
IC 5147 је спирална галаксија у сазвјежђу Индијанац која се налази на листи објеката дубоког неба у Индекс каталогу.
Деклинација објекта је - 65° 26' 59" а ректасцензија 21h 59m 26,2s. Привидна величина (магнитуда) објекта IC 5147 износи 14,4 а фотографска магнитуда 15,1. Налази се на удаљености од 74,723 милиона парсека од Сунца. IC 5147 је још познат и под ознакама ESO 108-9, PGC 67787.